# Йери
Ким Йерим (кор. 김예림, англ. Kim Ye Rim; род. 5 марта 1999 года, более известная как Йери) — южнокорейская певица и актриса

. Является участницей гёрл-группы Red Velvet.

## Биография

### Ранняя жизнь
Ким Йерим родилась 5 марта 1999 года в Сеуле, Южная Корея. У неё есть три младшие сестры: Ю Рим, Е Ын и Чхэ Ын.
Она окончила начальную школу Janghyeon School; среднюю школу Kwangdong Middle School и старшую школу Hanlim Multi Art School.
В 2011 году прошла прослушивание в SM Entertainment и стала трейни.
В 2014 году она выступила в качестве участника пред-дебютной команды SMROOKIES на SM Town Live World Tour IV.
Она снялась в дебютном клипе Red Velvet «Happiness», прежде чем дебютировать в качестве 5-й участницы группы.

### 2015—2021: Дебют в Red Velvet и сольная деятельность

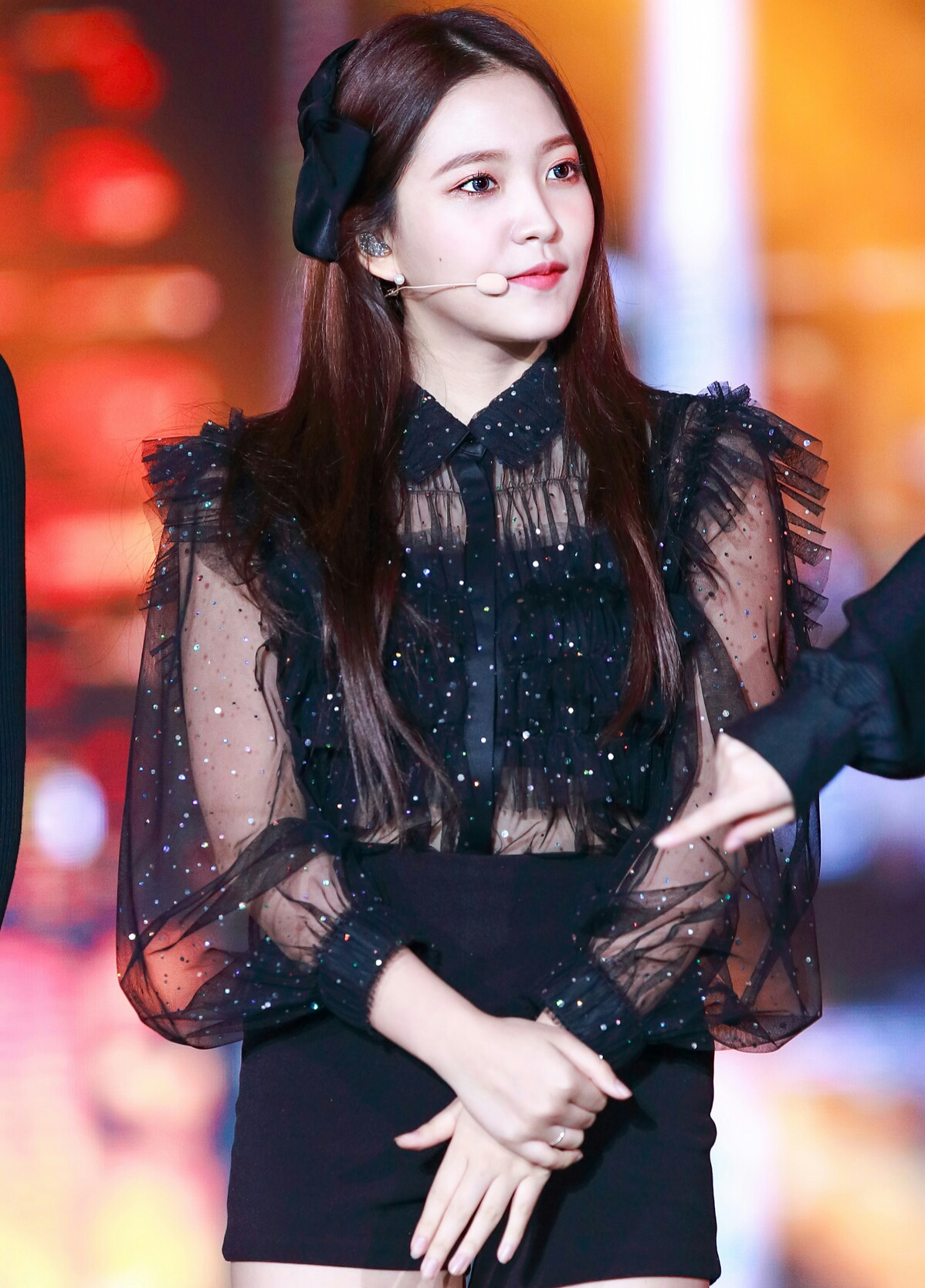
Йери в декабре 2017

Йери была объявлена в качестве новой участницы Red Velvet 10 марта 2015 года во время продвижения их первого мини-альбома Ice Cream Cake.
9 мая по 14 ноября 2015 года Йери была ведущей музыкальной программы Show! Music Core, вместе с Минхо из Shinee и N из VIXX.
В июле 2016 года Йери снялась в клипе J-Min и Шим Ын Чжин в «Way Back Home», в рамках проекта SM Station. В этом же году она стала MC для программы The Viewable SM вместе с Итуком из Super Junior
В декабре 2017 года певец Ragoon выпустил свой альбом s Talking, заглавный трек «Story», был написан Йери.
В апреле 2018 года Йери была подтверждена как участница нового шоу Secret Unnie вместе с Хан Чха Яном.
13 декабря Йери вместе с участниками NCT Dream Ренчжуном, Джено и Джемином приняли участие в третьем сезоне проекта SM Station, с песней «Hair in the Air».
14 марта 2019 года в рамках третьего сезона SM Station Йери выпустила сольный трек «Dear Diary». В том же месяце Йери была подтверждена как часть актёрского состава «Закон Джунглей» в Таиланде. В мае она участвовала в песне рэперши Giant Pink «Tuesday is better than Monday».
8 июня 2020 года первый эпизод реалити-шоу Йери «Комната Йери» вышел в эфир на YouTube-канале Dum Dum Studio. Новые эпизоды шоу выходили в эфир каждый понедельник и среду, а специальные клипы загружали каждую пятницу. 24 июля Йери приняла участие в проекте NCSOFT Fever 2020 Cool Summer и выпустила ремейк «Woman On The Beach» группы Cool в сотрудничестве с Чон Уном из AB6IX и Рави. 7 августа был выпущен третий ремейк песни в проекте под названием «Sorrow». Йери появилась в клипе вместе со своими со-вокалистами Рави и Ким У Соком.
В феврале 2021 года Йери снялась в дораме tvN Drama Stage с эпизодом под названием  Mint Condition. 7 апреля Йери была выбрана на главную женскую роль в предстоящем веб-сериале «Грустный день рождения».

## Дискография
| Название                                                    | Год                | Позиции в чартах   | Проект              |                    |
| Название                                                    | Год                | KOR                | Проект              |                    |
| Как ведущий артист                                          | Как ведущий артист | Как ведущий артист | Как ведущий артист  | Как ведущий артист |
| ----------------------------------------------------------- | ------------------ | ------------------ | ------------------- | ------------------ |
| «Dear Diary» (스물에게)                                     | 2019               | 200                | SM Station Season 3 |                    |
| Коллаборации                                                |                    |                    |                     |                    |
| «Hair in the Air» вместе с NCT (Ренджуном, Джено, Джемином) | 2018               | —                  | SM Station Season 3 |                    |

## Фильмография

### Фильмы
| Год  | Название            | Роль                     | Примечания           |
| ---- | ------------------- | ------------------------ | -------------------- |
| 2015 | SMTown: The Stage   | В роли самой себя        | Документальный фильм |
| 2020 | Тролли. Мировой тур | Ким Пети или Малышка Ким | Анимационный фильм   |

### Телесериалы
| Год  | Название                     | Телеканал | Роль       | Примечания       |
| ---- | ---------------------------- | --------- | ---------- | ---------------- |
| 2016 | Потомки солнца               | KBS2      | Камео      | Эпизод16         |
| 2021 | Drama Stage – Mint Condition | tvN       | Хон Чэ Рин | Одноактная драма |
| 2021 | Грустный день рождения       | Naver TV  | О Ха Рин   | Веб-сериал       |

### Телевизионные шоу
| Год  | Название                      | Телеканал              | Роль      | Примечания                          |
| ---- | ----------------------------- | ---------------------- | --------- | ----------------------------------- |
| 2015 | Show! Music Core              | MBC                    | Ведущая   | вместе с Минхо (SHINee) и N (VIXX). |
| 2016 | The Viewable SM               | VLive                  | Ведущая   | Веб-сериал                          |
| 2018 | Secret Unnie                  | JTBC                   | Участница | вместе с Хан Чхэён                  |
| 2019 | Law of the Jungle in Thailand | SBS                    | Участница | [ 22 ]                              |
| 2020 | Yeri’s Room                   | Dum Dum Studio YouTube | Ведущая   | Веб-шоу                             |